# Euploea badonia
Euploea badonia är en fjärilsart som beskrevs av Hans Fruhstorfer 1910. Euploea badonia ingår i släktet Euploea och familjen praktfjärilar. Inga underarter finns listade i Catalogue of Life.